# おもいっきり科学アドベンチャー そーなんだ!
『おもいっきり科学アドベンチャー そーなんだ!』（おもいっきりかがくアドベンチャー そーなんだ）は、テレビ東京系列（TXN）4局ほかで放送されていたテレビアニメである。全26話。製作局のテレビ東京では2003年10月5日から2004年3月28日まで、毎週日曜 7:00 - 7:30 （日本標準時）に放送。

## 概要
デアゴスティーニ・ジャパン発行の雑誌『週刊そーなんだ!科学編』を原作とする作品で、毎回特定の科学知識を基にした問題を少年少女たちが解決する。#16での宇宙空間のシーンに効果音が入らないなど、科学的見地を重視した演出が見られる。
アニメーション制作はOLM/TEAM IWASAが担当した。

## ストーリー
オンラインゲームをしていたトモル、ミオ、ダイの3人は、遊んでいる最中に突然ゲームの中へと吸い込まれてしまう。そこは、ユリーカという未完成の仮想現実のゲーム世界だった。この世界でユリーカ・タワーから発せられるミッションをクリアしなければ現実世界に戻ることが出来ない事を知ったトモルたちはミッションクリアに乗り出すが、ライバルのユキオ、スズカ、コータたちもユリーカへと吸い込まれてしまっていたことを知る。相手チームより先にミッションをクリアし、知識の石・ユリーカストーンを集めなければ6人は現実世界に戻れないばかりか、ユリーカが壊れてしまうとそれぞれ教えられたトモル達とユキオ達は、不思議なミッションに挑みユリーカストーンを集めて行く。

## ユリーカ
このアニメの舞台は、ユリーカという仮想現実のゲーム空間で行われている。「ユリーカ」とはギリシア語で「発見した」という意味の言葉である。Eureka、エウレカとも読まれる。アルキメデスがアルキメデスの原理を風呂場で発見し、喜びのあまり裸のまま「ユリーカ!ユリーカ!」と駆け回ったエピソードが良く知られている。
元々ユリーカはガリレオ博士、ガリレイ博士が製作したもので、仮想現実の世界で、審判のユリーカ・タワーが主に科学に関するミッションを発動し、それを相手チームより先にクリアするゲームである。実際に体験することにより見聞、知識をより広げる事、そしてそれを楽しんでもらうのが真の目的らしい。
ミッション開始時にクリアのための情報「ユリーカ情報」が発信され、その後に6人が「そーなんだ!」と言うのがお約束である。#12ではユリーカ情報は無かったが、両チームのメンバーが遭難しかけた事に引っ掛けた台詞になっている。
ミッションの舞台はA・B・C・D・Eの5つのエリアに分かれている。この他に、ミッション以外の時に両チームのメンバーたちが居るエリアS、そしてユリーカそのものであるエリアXが存在する。ミッション開始時のエリア表示では、中央に正五角形のエリアS、その各辺に沿うようにエリアA - Eが時計回りに配置されている。エリアXはエリアSの下層にある。
エリアA - Eはそれぞれ、さらに複数のゾーンに分かれている。ゾーンの種類は数字で表され、「エリアC-1」などと称される。作中で最も大きいゾーン番号は9。ただし、実際に登場したゾーンの個数は23で、全ての番号のゾーンが欠番なく揃っているかは不明。ゾーンは現代の町、中世風の町、深海、ジャングル、砂漠、宇宙空間など、豊富に存在する。ゾーンによっては人間や動物も住んでいてミッションクリアの鍵になることが多い。
両博士はそれぞれ「このゲームはこちら側が勝利しないと壊れてしまい完成しない」と言っていた。最後は本当にゲーム崩壊の危機にさらされてしまった。
ミッションをクリアしたチームには「ごちそう」が出るため、育ち盛りの少年少女達はそれが目的でクリアしている事もあった。むしろこちらを目的にしている事の方が多い。負けると栄養バランスはあるが味気のない食べ物を食べる羽目になる。
ミッションをクリアすると貰えるユリーカストーンは、今までの勝敗に関係なく、最新の勝負に勝ったチームの側に今まで取得した物も含めて全て移動するシステムである。そのため、結局は最後のミッションをクリアした方が勝利チームとなる。コータがこの事に気がついてユキオとスズカに提案したが、ライバルに負けるのは嫌という事と、前述の「ごちそう」のために却下された。通常は10個集めるとクリアになり現実世界に戻れるようだが、トモル達はユリーカタワーが真の目的を達成するまで現実世界には戻れなかった。
参加チームはレッドチームとブルーチームの2組だけだった。ただし、ユリーカタワーを中心に延びている道は東西南北の4方向に分かれていた。

## 登場人物

### レッドチーム
トモル
声 - 石川静
レッドチームのリーダーを務める少年。小学5年生。南町少年サッカークラブのエースストライカーで、常に前向きな性格で熱血漢。眉毛がとんでもなく太い。考えるより先に行動するタイプなので、ミッションクリアのアイデア立案はミオとダイに任せ、自分は直感と体力に頼ることが多い。しかし、どんな時でも皆を引っ張って行ける性格なので、ブルーチームのユキオとは対照的なタイプのリーダーである。また、熱血主人公らしく一方的に勝利する事を望まず、あくまでも対決によって勝利することを好む傾向がある。顕著なのは、#9のレース対決で崖から転落しそうになったユキオを助け、自らの車を放棄してユキオに徒競走を挑んだ時のことである。意外に察しが良く、家族を恋しがっていたダイを励まして元気づけもした。
キャラクターデザイン担当の中田正彦によれば、燃える炎のように逆立った髪型は「無敵鋼人ダイターン3の主人公・破嵐万丈の髪型が描きたかったから」との事。
ミオ
声 - 村井かずさ
レッドチームのチームメイト。小学5年生。元気で活発な少女で、トモルに負けないほどの行動派。考察力・洞察力も優れており、ユリーカ情報を基に最初に提案したり、ミッションの途中で何かを発見することがチーム内で最も多い。マイペースかつしっかり者。トモルとは何かあるたびに口喧嘩をするものの、結局はダイも含め3人は仲が良い。ブルーチーム以上に協力的な要素が多く、その中心に立つのは大抵彼女である。自宅がイタリアンレストランで、本人の弁によれば料理には多少才能があるらしい。#6の料理大会ではその手腕を発揮するかと思われたが、実際に腕を振るう機会はなかった。オープニングではスズカと一緒に料理を爆発させている。店の魚全部を買おうとしたバドバドに「ペンギン鍋にするわよっ!」と過激なことも言っていた。また、#3ではとっさに自分からバドバドに抱きついたのに「いつまで抱きついてるのよ!」とキツい一言を浴びせるなど、最初は結構ツンツンしていた。女の子らしくスタイルには敏感で、ベストの体型を維持するための運動やダイエットは欠かさない。ただし、食べ物は粗末にしないらしく、ためらう事はあっても無理をして全部食べるらしい。ポニーテールにしている髪は膝下くらいまでとかなり長く、目は二重でパッチリとしている。よく言えば美少女で、胸こそ年齢相応で平らだが、スタイルも良い。犬か猫かなら犬派であり、#4ではミオ自身が犬に変身させられた。さらに#14では渡り鳥にも変えられており、人間以外の動物になった回数はスズカと並び、登場人物の中で最も多い。動物になってもチャームポイントのポニーテールは残る。
キャラクターデザインの中田いわく、髪型は「無敵超人ザンボット3の神北恵子の髪型が描きたくてポニーテールにした」との事。
ダイ
声 - 小桜エツ子
レッドチームのチームメイト。小学4年生。両チームの子供たちの中では彼だけが1学年下で、背もかなり小さい。しかし、ことわざに関する知識やウンチクは他を圧倒する。しかしそれを鼻にかけることはなく、性格は素直。泣き虫というわけではないが、たまに瞳が潤んでしまったりもする可愛らしい少年である。トモルやミオと非常に仲が良く、この2人に対してはダイも名前を呼び捨てにしている。なお、ブルーチームの面々については、ユキオとコータを「 - くん」付けで呼ぶのに対し、なぜかスズカだけは呼び捨てにしている。#2ではミオに抱きついて一緒に喜んでいた。最年少らしく家族の写真を眺めて恋しがっていたこともあったが、「トモルたちと一緒なら平気だよ!」とも言っており、トモルをかなり慕っていることがうかがえる。「百里を行く者は九十里を半ばとす」を英語だと思ったトモルにはさすがに呆れていた。父親が「理科の先生」との事で、科学に関する知識も豊富だが、ミッション中は自らその知識を使って作戦を立てることはあまりなく、ミオが立てた案に対して補足・追加を行うことが多い。インフォギアが登場してからは、それを使って情報検索をすることが多くなった。
バドバド
声 - 水田わさび
ガリレオ博士の研究所にいるマスコット。口癖は「バド!」。どこからみてもペンギンだが、本人はペンギンではないと言い張っている。自身が何の動物だと思っているかは不明。ただし、#1でペンギン扱いされたのには怒ったが「鳥」と言われたことはスルーしており、また#14で全員が渡り鳥になった際に「お前は元々鳥だろ」と言われてハッとしていた事から、鳥であるという自覚はあるらしい。最初はやや意地が悪く、落ち込むダイに「もう家族はダイの事なんて忘れちゃってるバド〜」、「期待したオイラが馬鹿だったバド〜」などと毒舌を吐いたが、徐々に毒素が抜けて行き、間が抜けたドジなキャラクターに特化されていったため、憎めない性格に磨きがかかっていった。中盤からは特にミオに懐いたのか庇ったり一緒に行動することが多くなった。また、その性格からか囮にされることも多く、登場人物の中で一番ソンな役割が多い。#13ではギャグとしてだが、囮にされたあげく、トモルたちに置いてけぼりにされた事もあった。
ガリレオ博士
声 - 中村大樹
レッドチームの博士。40歳。ユリーカの製作者の一人。気の弱い性格で、トモルたちに引っ張られることもしばしば。口癖は「困っちゃうんだよなぁ〜」。年齢のわりに総白髪。ブルーチームのガリレイ博士と名前を合わせるとガリレオ・ガリレイとなる。『週刊そーなんだ! 科学編』にも前編のみ登場している。
ベアロン
声 - 根谷美智子
ガリレオ博士の研究所にいる女性クマ系キャラクター。レッドチームの世話係で、「ごほうび」の調理や食事の配膳、研究所内の掃除など、家事一般を担っている。彼女の作る究極の料理はトモルたちの大好物となっている。

### ブルーチーム
ユキオ
声 - 皆川純子
ブルーチームのリーダーを務める少年。小学5年生。北町少年サッカークラブのゴールキーパーで、トモルとはライバル関係にある。容姿や性格もトモルとは対照的である。沈着冷静でミッションクリアの立案も多く、何かと暴走しがちなスズカや気の弱いコータたちチームメイトをうまく纏めていて、リーダーの資質はトモルより高い。しかし、やはりトモルを前にすると少年らしく熱くなってしまうことが多い。基本的にはクールな性格。#2ではミッションを放棄してシーラカンスを助けたが、後のわびしい食卓を見て「やっぱり結果が全てだな…」と呟いたりもした。しかし、ピンチにトモルたちに助けてもらった時には、たとえライバルでも「ありがとう」と言える素直な心も持っている。登場する少年たちの中で唯一変声期を迎えている。
スズカ
声 - 釘宮理恵
ブルーチームのチームメイト。小学5年生。セレブな物に憧れる、少しおませな少女で、ミオ以上に美への憧れが強い。当初は化粧用品をユリーカに持ってこられなかった事を嘆いていたが、しばらく経ってからはなぜかミッション前に髪をとかし、口紅を使い、パックまでもしていた。体重は33kg程度。体重に関してはかなり敏感らしく、スタイルにも気を遣っているようである。基本的にわがままな性格なので、チームメイトのユキオたちを困らせる事もしばしば。その際はコータがストッパー役になる。反面、繊細で、相手を思いやることができる優しい性格の持ち主という一面も持つ。#2でミッションを放棄してまでシーラカンスを助けるようにお願いしたり、#4ではいじめられていた猫を助け、不良猫を更生させたり、#8では追いかけられるウサギの身になってみて、追いかけられる恐ろしさを肌で感じたり、転落しそうになったウサギを自らも落ちそうになりながらも助けたりといったエピソードからもその事がうかがえる。水にはやたらと縁があるらしく、びしょ濡れになった回数が登場人物中もっとも多く、泥水を被ったこともある。初期エンディングでも水に浸かっている。ちなみに猫派であり、#4ではスズカ自身が猫に変身させられた
コータ
声 - 池田千草
ブルーチームのチームメイト。小学5年生。身長は子供達の中では一番高い。少々心配性な性格であるため、その度にスズカに注意される。最初のうちは「帰ろうよ〜」「何でもいいから助けてよお〜!」などの弱気な発言で自己主張をしていたものの、適確なリーダーのユキオ、行動派のスズカに囲まれ、出番がなくなりそうなポジションにある。メインキャラクターの中で唯一髪にハイライト処理されていない。中盤からインフォギアが登場してからは情報探索を担当することが多くなり、縁の下の力の存在になって行った。弱気な所はあまり変わらなかったが、意外とのん気な所も見せていた。#23でサボテンが頭に生えてしまった時は、性格も文字通り「トゲトゲしく荒々しく」なった。
チワワン
声 - 根谷美智子
ガリレイ博士の研究所にいる犬型のペット。モデルはパピヨンで、愛くるしい容姿をしている。口癖は「でチュワン」。スズカによく懐いている。危険な目に遭ってバドバドに負けず劣らずのギャグ顔になってしまった事もあった。体重は2kgで、体重計に知らずに一緒に乗ったスズカを絶叫させていたが、これがミッションクリアの鍵になった事もあった。
ガリレイ博士
声 - 中村大樹
ブルーチームの博士。40歳。ユリーカの製作者の一人で、ガリレオ博士とは対照的にスパルタな雰囲気の持ち主。しかし、彼の声を担当する声優がガリレオと同じだけに、ガリレオが移って柔らかくなってしまうこともある。容姿はガリレオ博士と瓜二つで、差異は髪や髭の色、前髪の巻いている向き、目つきくらいである。『週刊そーなんだ! 科学編』にも後編のみ登場しており、ガリレオ博士に代わって解説する。
ピグル
声 - 村井かずさ
ガリレイ博士の研究所にいる女性ブタ系キャラクター。ブルーチームの世話係。その料理の腕前はまさに至高の物であるらしい。

### 審判
ユリーカ・タワー
声 - 石塚運昇
ミッションを発令する塔。ミッションクリア時に得られるユリーカストーンを収める場でもある。光ニューロンによるコンピュータで、様々な要素を組み合わせてミッションを発動させることが出来る。擬似人格が存在したのかは不明。
ある目的のために、トモルたちをユリーカに引き込んだ。ユリーカストーンを10個集めても、その目的が果たせなかったため、やむを得ず新たに10個のミッションを追加した。
タワーの下には、博士たちが揃わないと入れない管理ルームがある。
両博士の研究所との間の移動には、通常はペガサスが使われる。徒歩での行き来も可能だが、子供たちの体力では往復すると相当に疲れる程度には離れている。また、周囲を森に囲まれており、#12でインフォギアのナビゲーション機能が壊れ、霧で視界が限定された際には、両チームの子供たちが遭難の危機にさらされた。

## メカ・アイテム
レッドペガサス
レッドチームの移動ポッド。エリア間移動能力を有し、ミッションの行われるエリアの空間に発生した光から飛び出すように現れる。垂直離着陸や空中での静止が可能。また、通常の空中飛行の他、水中や宇宙空間でも航行できる万能機。無重力空間に対応できるよう、重力発生装置を備えている。また、いつでもエリアから帰還できる「EXITスイッチ」を備える。カラーリングは赤色で全体的なフォルムは丸い。ミッションクリアのために必ず乗り込む。発進する時にかなりのGがかかるらしく、最初トモルたちは目を回していたが、後に慣れていった。主にガリレオ博士が操縦する。#1の時点でトモルが「ゴーカートみたいな物」と言ってそれなりに動かせていたことから、操縦方法はそう難しくないようである。発進の掛け声は「レッドペガサス、発進!」。あらゆる衝撃を防ぐ「バリア」、作業用品に「マジックハンド」「チェーンソー」「くさび」他、「避雷針」（ジェネレーターに直結可能）「浄化システム」「モーター付きゴムボード」「組み立て式ソーラーカー」「熱気球」「テント」など、数多くの装備を完備している。ミッションクリアの鍵になることが多い。ただ、ミッション内容によってはペガサスが使用禁止になる事も多く、その場合は自動的に操縦不能になる。なお、その際にもペガサスに積んである道具は使用できる。大気圏突入能力は無い模様。
ブルーペガサス
ブルーチームの移動ポッドで、カラーリングは青色で全体的に四角い。基本的な性能や装備はレッドペガサスと同一のようだが、こちらの方がエネルギーを吸収されて黒焦げにされそうになったり、スペースデブリで穴が開いたりとピンチになった回数が多かった。発進の掛け声は「ブルーペガサス Dash Go!」。移動方法は不明だが、#21では地上と宇宙空間を行き来している。
ユリーカストーン
ミッションをクリアしたチームに与えられる知識の石。ユリーカタワーの「ミッション・クリア」という声とともに、空中から現れ降りてくるか、ミッションに関係した品が変化する形で出現する。なお、ミッション完了時に両チームが同じ場所に居合わせない場合、敗戦チームにはユリーカタワーの声で「ミッション・ロスト」と伝えられる。また、両チームともクリア条件を達成できなかった時は出現せず、「ミッション・エンド」と告げられ、双方とも敗戦扱いとなる。
これをユリーカタワーに収めることでタワーが勝利チームの側に向き、「ごちそう」が与えられるチームが決まる。その際、すでにタワーに収められている全てのストーンが同じ方向に向く。ただし、#7ではブルーチームが勝利したが、最新のストーンのみが回転し、レッドチーム側を向いていた収集済みストーンは動かなかった。
インフォギア
折りたたみ型携帯電話のような形状の携帯情報検索機。#8から登場。キー操作やカメラで撮影した画像を基に、様々な情報の検索が可能。両チームにそれぞれ1台ずつある。レッドチームの物は赤く、若干丸みを帯びている。ブルーチームの物は青く、四角い形状に球形のカメラパーツが付いている。ナビゲーション機能や通信機能もあり、研究所やペガサス、敵チームのインフォギアと通話できる。後期エンディングでは、ミオとスズカが携帯電話のように使っている。

## スタッフ
- 原作 - 「そーなんだ（デアゴスティーニ刊）
- 監督 - 須藤典彦
- シリーズ構成 - 富田祐弘
- キャラクターデザイン・総作画監督 - 中田正彦
- 美術監督 - 加藤賢司
- 色彩設計 - 大関たつ枝
- 撮影監督 - 水谷貴哉
- 編集 - 山森重之
- 音響ディレクター - 明田川進
- 音楽 - 寺嶋民哉
- 音楽制作 - ジェネオンエンタテインメント
- プロデューサー - 青木俊志、渡辺哲也、神田修吉
- 製作担当 - 岩佐がく
- アニメーション制作 - OLM TEAM IWASA
- 製作 - テレビ東京、dentsu、OLM、Geneon

## 主題歌
オープニングテーマ
「Birthday Heart」
作詞 - 渡辺なつみ / 作曲・編曲 - 平山了一 / 歌 - New man co.,Ltd.

エンディングテーマ
「海と月の光」（第1話 - 第13話）
作詞・作曲・編曲 - 平山了一 / 歌 - New man co.,Ltd.
「恋のダイヤル6700」（第14話 - 第26話）
作詞 - 阿久悠 / 作曲 - 井上忠夫 / 編曲 - 平山了一 / 歌 - New man co.,Ltd.

## 各話リスト
| 話数 | サブタイトル               | 脚本       | 絵コンテ     | 演出     | 作画監督              | 放送日         |
| ---- | -------------------------- | ---------- | ------------ | -------- | --------------------- | -------------- |
| 1    | おどろきの始まり!          | 富田祐弘   | 須藤典彦     | 須藤典彦 | 中村和久              | 2003年 10月5日 |
| 2    | 恐竜化石を回収せよ!        | 富田祐弘   | 鎌倉由実     | 鎌倉由実 | 赤尾良太郎            | 10月12日       |
| 3    | 激流をさかのぼれ!          | 富田祐弘   | 藤原良二     | 藤原良二 | 川口敬一郎            | 10月19日       |
| 4    | バドバドとチワワンを探せ!  | 藤田伸三   | 西村博昭     | 西村博昭 | 玉川明洋              | 10月26日       |
| 5    | 電気を取り戻せ!            | 福嶋幸典   | えがみきよし | 小林浩輔 | 日高真由美            | 11月2日        |
| 6    | 料理で勝負せよ!            | 横手美智子 | 小林智樹     | 小林智樹 | 中村和久              | 11月9日        |
| 7    | 仲良し花火を打ち上げろ!    | 富田祐弘   | 石踊宏       | 石踊宏   | 松本勝次              | 11月16日       |
| 8    | 野ウサギを救え!            | 福嶋幸典   | 鎌倉由実     | 鎌倉由実 | 志村隆行              | 11月23日       |
| 9    | 無人島の大レース!          | 藤田伸三   | 藤原良二     | 藤原良二 | KIM JONG HAK          | 11月30日       |
| 10   | 青空を取り戻せ!            | 福嶋幸典   | 井硲清高     | 井硲清高 | 高橋英吉              | 12月7日        |
| 11   | 石油の秘密!                | 富田祐弘   | 小林一三     | 廣川集一 | 工藤柾輝              | 12月14日       |
| 12   | 不思議な森のサバイバル!    | 横手美智子 | 井硲清高     | 西村博昭 | 赤尾良太郎            | 12月21日       |
| 13   | 決闘! 恐怖の巨大生物       | 藤田伸三   | 石踊宏       | 石踊宏   | 松本勝次              | 12月28日       |
| 14   | 渡り鳥よ、北へ飛べ!        | 藤田伸三   | 小林智樹     | 小林智樹 | 東海林康和            | 2004年 1月4日  |
| 15   | 砂漠の水を探せ!            | 福嶋幸典   | 藤原良二     | 藤原良二 | KIM JONG HAK          | 1月11日        |
| 16   | 人工衛星の激突を防げ!      | 富田祐弘   | 鎌倉由美     | 鎌倉由美 | 志村隆行              | 1月18日        |
| 17   | サビの秘密!                | 藤田伸三   | 小林一三     | 廣川集一 | 日高真由美            | 1月25日        |
| 18   | 姫の笑顔を取り戻せ!        | 武井由美   | 西村博昭     | 西村博昭 | 東海林康和 赤尾良太郎 | 2月1日         |
| 19   | 蒸気機関車の秘密!          | 福嶋幸典   | 石踊宏       | 石踊宏   | 松本勝次              | 2月8日         |
| 20   | 幽霊船の秘宝を探せ!        | 富田祐弘   | 井硲清高     | 井硲清高 | 高橋英吉              | 2月15日        |
| 21   | 守り神を連れ戻せ!          | 横手美智子 | 小林智樹     | 小林智樹 | 中村和久              | 2月22日        |
| 22   | ダイヤを集めろ!            | 武井由美   | 藤原良二     | 松浦錠平 | KIM SANG YUB          | 2月29日        |
| 23   | 恐怖の森を突破せよ!        | 藤田伸三   | 鎌倉由実     | 鎌倉由実 | 志村隆行              | 3月7日         |
| 24   | シャボン玉の秘密!          | 福嶋幸典   | 小林一三     | 広嶋秀樹 | 小林一三              | 3月14日        |
| 25   | ファイナルミッション・前編 | 富田祐弘   | 藤原良二     | 渡辺正彦 | 松岡秀明              | 3月21日        |
| 26   | ファイナルミッション・後編 | 富田祐弘   | 須藤典彦     | 鎌倉由実 | 志村隆行              | 3月28日        |

## 放送局
本作はテレビ東京系列以外の地上波テレビ局では放送されず、さらには系列局でもテレビ北海道とテレビせとうちでは放送されなかった。そのため、地上波ではごく限られた地域でしか視聴できなかったが、地上波での放送終了後にはキッズステーションで繰り返し放送された。また、GyaOでのストリーミング配信も行われていた。
| 放送地域   | 放送局             | 放送期間                      | 放送日時                | 放送系列       | 備考                                        |
| ---------- | ------------------ | ----------------------------- | ----------------------- | -------------- | ------------------------------------------- |
| 関東広域圏 | テレビ東京         | 2003年10月5日 - 2004年3月28日 | 日曜 6:30 - 7:00        | テレビ東京系列 | 製作局                                      |
| 大阪府     | テレビ大阪         | 2003年10月5日 - 2004年3月28日 | 日曜 6:30 - 7:00        | テレビ東京系列 | 同時ネット                                  |
| 福岡県     | TVQ九州放送        | 2003年10月5日 - 2004年3月28日 | 日曜 6:30 - 7:00        | テレビ東京系列 | 同時ネット                                  |
| 愛知県     | テレビ愛知         | 2003年10月11日 - 2004年4月3日 | 土曜 6:30 - 7:00        | テレビ東京系列 | 6日遅れ                                     |
| 日本全域   | キッズステーション | 2005年1月11日 - 2005年2月15日 | 月曜 - 金曜 6:00 - 6:30 | CS放送         | リピート放送あり 全26話放送後も繰り返し放送 |

## 映像ソフト

### DVD
ジェネオンエンタテインメントより全8巻が発売中。第1巻と第5巻には各4話、他の巻には各3話が収録されている。各3980円。
封入特典として、作品中の名場面や一口解説が入った「そーなんだ!カード」が各巻に6枚付属。映像特典として、各話のユリーカ情報のみを再生する「ユリーカ情報セレクション」と、第8巻にはノンクレジットオープニング、ノンクレジットエンディング、DVD発売告知CM集、番組宣伝映像が収録されている。
テレビ放送時との相違点
- オープニングテーマ「Birthday Heart」とエンディングテーマ「海と月の光」が全てロングバージョンになっている。
- オープニングテーマ前のあらすじは各巻の最初だけ流れる。
- ユリーカ情報時に字幕が付いている。ON・OFF選択可。ユリーカ情報が存在しない#12・#26には、「ミオ&スズカのインフォギア情報」と「ガリレオ博士の情報」に字幕が付く。

### VHS
DVDと同じくジェネオンエンタテインメントより発売。全8巻、各3980円。ユリーカ情報に字幕が付かず、「ユリーカ情報セレクション」も無い点を除けば、収録内容・封入特典ともにDVDと同じ。